# محمد عادل (لاعب كرة قدم باكستاني)
محمد عادل (9 يوليو 1992 في باكستان - ) هو لاعب كرة قدم باكستاني في مركز الوسط. شارك مع منتخب باكستان تحت 23 سنة لكرة القدم ومنتخب باكستان لكرة القدم. أما مع النوادي، فقد لعب مع نادي دوردوي بيشكك ونادي كي أر إل وPak Elektron Limited FC ‏.

## وصلات خارجية
- محمد عادل على موقع قاعدة بيانات كرة القدم.إي يو (الإنجليزية)
- محمد عادل على موقع ناشيونال فوتبول تيمز (الإنجليزية)
- محمد عادل على موقع Soccerway.com (الإنجليزية)
- محمد عادل على موقع GSA (الإنجليزية)